# هموسیدرین

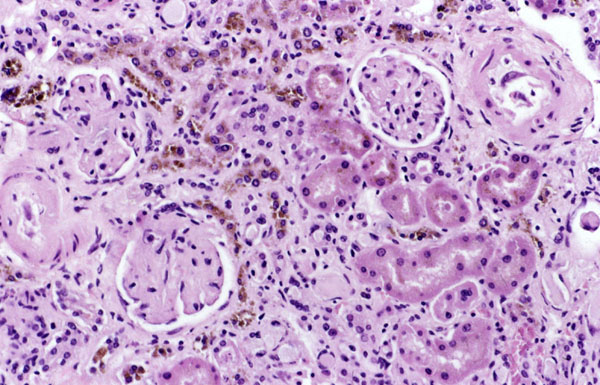

هموسیدرین (Hemosiderin)، ترکیبی است پروتئینی حاوی اکسید آهن و غیرمحلول. این ترکیب به‌عنوان ذخیره آهن در جگر و طحال زمانی تشکیل می‌شود که ظرفیت ذخیرهٔ آهن به‌صورت فریتین تمام شده باشد. چنین تجمعی از آهن اضافه به‌همراه بیماری‌هائی رخ می‌دهد که در آن‌ها گلبول های قرمز خون به‌سرعت متلاشی می‌گردد.